# Tercio de Vizcaínos
El Batallón de Voluntarios Urbanos Cántabros de la Amistad o Tercio de Vizcaínos fue una unidad miliciana de infantería española, creada el 8 de septiembre de 1806, luego de la primera de las Invasiones Inglesas al virreinato del Río de la Plata. Estaba formado por residentes en Buenos Aires mayoritariamente oriundos de Vizcaya y Navarra (5 compañías), Asturias (2 compañías) y Castilla la Vieja (1 compañía). Tenía agregada una compañía de Cazadores Correntinos. Contaba con 446 hombres, además de los 84 correntinos, y poseía una banda de música.

## Creación del tercio
Tras la capitulación de William Carr Beresford en la primera invasión, y ante la posibilidad de una nueva invasión, el comandante de armas de Buenos Aires, Santiago de Liniers, emitió el 6 de septiembre de 1806 un documento instando al pueblo a organizarse en cuerpos militares separados según su origen:

(...) Vengan, pues, los invencibles cántabros, los intrépidos catalanes, los valientes asturianos y gallegos, los temibles castellanos, andaluces y aragoneses; en una palabra, todos los que llamándose españoles se han hecho dignos de tan glorioso nombre.

El tercio fue organizado el 8 de septiembre de 1806 en una reunión de vecinos encabezada por Ignacio de Rezabal.
El 9 de septiembre Liniers emitió otra proclama convocando a reunirse en el Fuerte de Buenos Aires a las 14:30 horas del 11 de septiembre a los vizcaínos o cántabros, comprendiendo en el llamado a los oriundos de las tres provincias vascas, los navarros, y los montañeses, fijando como futuro punto de reunión al convento de Santo Domingo.
El 18 de septiembre de 1806 Liniers emitió el decreto de creación del Tercio de Cántabros de la Amistad, los montañeses formaron un cuerpo aparte denominado Tercio de Cántabros Montañeses. Los oficiales de todos los batallones voluntarios fueron elegidos por los propios soldados, siendo 1° comandante del tercio Prudencio Murguiondo y su segundo Ignacio de Rezabal.

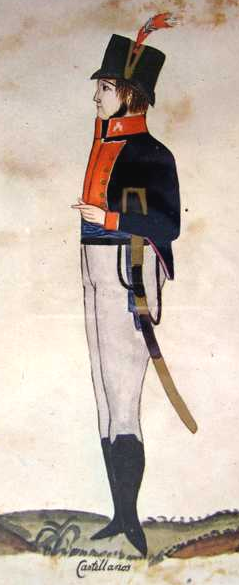
Compañía de Castellanos Viejos, Tercio de Vizcaínos.

La primera compañía de Castellanos Viejos quedó al mando del capitán Pedro Martínez Fernández. Lo seguían en el mando el teniente Pedro Andrés de Osúa y el subteniente y abanderado Ruperto Albarellos. Contaba con un total de 62 hombres.
La segunda compañía de Vizcaínos y Navarros quedó al mando del capitán José Agustín de Lizaur. Lo seguían en el mando el teniente Juan Pedro de Garvalena y el subteniente José de Muguerza. Contaba con un total de 71 hombres.
La tercera compañía de Vizcaínos y Navarros quedó al mando del capitán Norberto de Quirno. Lo seguían en el mando el teniente José Santos de Yrigoyen y el subteniente Pedro de Berro. Contaba con un total de 60 hombres.
La cuarta compañía de Vizcaínos y Navarros quedó al mando del capitán Juan Antonio de Santa Coloma y como segundo el teniente Pedro Real de Asúa. Contaba con solo 42 hombres.
La quinta compañía de Vizcaínos y Navarros quedó al mando del capitán Pedro Ansoátegui. Lo seguían en el mando el capitán de milicias urbanas Manuel Ortiz Basualdo y el teniente Juan Antonio de Zelaya. Contaba con un total de 49 hombres.
La sexta compañía de Vizcaínos y Navarros quedó al mando del capitán Juan de la Elguera y como segundo el teniente José Antonio de Irigoyen. Contaba con un total de 50 hombres.
La séptima compañía de Asturianos quedó al mando del capitán Bernardo de Guanes. Lo seguían en el mando el teniente Juan Fernández de Molina y el teniente agregado Pedro Fernández Pividal. Contaba con solo 44 hombres.
La octava compañía de Asturianos quedó al mando del capitán Miguel Cuyar. Lo seguían en el mando el teniente José Matías Gutiérrez y el teniente agregado Lorenzo Ignacio Díaz. Contaba con 48 hombres.
El 14 de agosto de 1806, 84 residentes de Corrientes en Buenos Aires se reunieron en asamblea y constituyeron la Compañía de Cazadores Correntinos, que fue agregada al Tercio de Vizcaínos como novena compañía. Al mando inicial del capitán Juan José Fernández Blanco, luego lo suplantó Nicolás Murguiondo. El teniente de esta compañía era Elías Galván y el tercero al mando el subteniente Juan Tomás Fernández. El subteniente abanderado era Juan Ventura Benítez.

## Segunda Invasión Inglesa
El 3 de febrero de 1807 las fuerzas británicas asaltaron y tomaron la ciudad de Montevideo. Soldados del Tercio de Vizcaínos se hallaban entre sus defensores.
Durante el ataque británico a Buenos Aires del 4 de julio de 1807, el Tercio de Vizcaínos integró la División de Reserva (bandera tricolor). El Tercio de Vizcaínos tuvo una actuación muy destacada combatiendo en los Corrales de Miserere el 2 de julio y en la defensa entre el 3 y el 7 de julio. En esas acciones el tercio tuvo 29 muertos (de ellos 7 cazadores correntinos) y 50 heridos (de ellos 9 cazadores correntinos).
Refiriéndose al batallón Santiago de Liniers expresó el 20 de octubre de 1807:

Este acto de moderación en un cuerpo que desde su origen fue el mas perfecto modelo de aplicación, zelo, constancia, y disciplina, y que en el combate empeñado con el enemigo, al poco rato se sostuvo con una dignidad, firmeza, valor, y entusiasmo dignos del mayor elogio, obligándole con su vigorosa resistencia á contenerse en aquel parage, sin proseguir por entonces el ataque á pesar de la ventaja del numero, es la mejor prueba del acendrado amor patriótico que ardia en sus generosos pechos, y de que han dado tantos y tan relevantes testimonios en el curso de su carrera militar.

### Estado de fuerzas
Estado de fuerza del cuerpo el 1 de julio de 1807 antes de partir a la acción: 523 hombres.
- Plana mayor, Tercio de Cántabros de la Amistad: (9 hombres)
  - Primer comandante: Prudencio Murguiondo.
  - Segundo comandante: Ignacio de Rezabal.
  - 1° Ayudante: Juan Ángel de Goicolea.
  - 2° Ayudantes: Martín José de Monasterio y Ramón José Díaz.
  - Capellanes: Gregorio Torres y José Antonio de Achega.
  - Cirujano: Gerónimo de Arechaga.
  - Ayudante del cirujano: Xavier de Aspiazu.
- Compañía de Cazadores Correntinos: (67 hombres)
  - Capitán: Juan José Fernández Blanco.
  - Teniente: Elías Galván.
  - Subteniente: Juan Tomás Fernández.
  - Abanderado: Juan Ventura Benítez
  - Sargentos: 6.
  - Cabos: 3.
  - Soldados: 54.
- 1° Compañía de Castellanos Viejos: (62 hombres)
  - Capitán: Pedro Martínez Fernández.
  - Teniente: Pedro Andrés de Osua.
  - Subteniente abanderado: Ruperto Alvarello.
  - Decuriones: 4.
  - Soldados: 55.
- 2° Compañía de Vizcaínos y Navarros: (71 hombres)
  - Capitán: José Agustín de Lizazur.
  - Teniente: Juan Pedro de Garvalena.
  - Subteniente: José de Muguerza.
  - Decuriones: 5.
  - Soldados: 63.
- 3° Compañía de Vizcaínos y Navarros: (60 hombres)
  - Capitán: Norberto de Quirno.
  - Capitán agregado: José Santos de Irigoyen.
  - Teniente: Pedro de Berro.
  - Decuriones: 4.
  - Soldados: 53.
- 4° Compañía de Vizcaínos y Navarros: (48 hombres)
  - Capitán: Juan Antonio de Santa Coloma.
  - Teniente: Pedro Real de Asua.
  - Decuriones: 4.
  - Soldados: 42.
- 5° Compañía de Vizcaínos y Navarros: (49 hombres)
  - Capitán: Pedro Ansoategui.
  - Tenientes: capitán de milicias urbanas Manuel Ortiz Basualdo y Juan Antonio de Zelaya.
  - Decuriones: 5.
  - Soldados: 41.
- 6° Compañía de Vizcaínos y Navarros: (50 hombres)
  - Capitán: Juan de la Elguera.
  - Teniente: José Antonio de Irigoyen.
  - Decuriones: 4.
  - Soldados: 44.
- 7° Compañía de Asturianos: (44 hombres)
  - Capitán: Bernardo de Guanes.
  - Teniente: Juan Fernández de Molina.
  - Teniente agregado: Pedro Fernández Pividal.
  - Decuriones: 4.
  - Soldados: 37.
- 8° Compañía de Asturianos: (48 hombres)
  - Capitán: Miguel Cuyar.
  - Teniente: José Matías Gutiérrez.
  - Teniente agregado: Lorenzo Ignacio Díaz.
  - Decuriones: 4.
  - Soldados: 41.
- Tambores: (6 hombres)
  - De órdenes: Juan Lozardi.
  - De compañías: Felipe Rosa, Manuel Quiroga, Romualdo Caraballo, Mariano Cavañas, José Suárez.
- Músicos: (9 hombres)
  - Músico mayor: Víctor de la Prada.
  - Músicos: José Álvarez, Pedro Fernández, Domingo Bueno, José Carosino, Nicolás Rosado, Simón Rosendo, Eusebio Unanue, Enrique Gabriel.

En la proclama del 3 de agosto de 1807 Liniers comunicó que a partir del 15 de agosto los voluntarios quedarían sin sueldo, pudiendo enrolarse en las dos nuevas unidades que se destinarían a guarnecer Montevideo: el Regimiento de Voluntarios del Río de la Plata y el Regimiento de Cazadores de Infantería Ligera. Prudencio Murgiondo fue designado comandante del primero, por lo que Ignacio de Rezaval pasó a ser el 1° comandante del Tercio de Cántabros de la Amistad, promocionándose también a Juan Ángel de Goicolea como 2° comandante y a Martín de Monasterio como 1° ayudante.

## Reconocimiento real
El 13 de enero de 1809 la Junta Suprema de Sevilla dispuso en nombre del rey premiar a los oficiales de los distintos cuerpos milicianos de Buenos Aires reconociendo los grados militares que se les había otorgado:

BATALLON DE CANTABRIA.

Grado de Teniente Coronel.—Al Comandante don Prudencio Murguiondo.

De Capitán.—Al Sargento Mayor don Ignacio Rezabal, y á los Capitanes don Juan José Blanco, don Pedro Martínez, don José Agustin Lizaur, don Norberto Quirno, don Pedro Ansoategui, don Juan de la Elguera, don Bernardo Guanes, don Miguel Cuyar, y al Ayudante graduado de Capitan don Angel Goycolea.

De Teniente.—A los Tenientes don Elias Galvan, don Pedro Andrés Osua, don Juan Garbalena, don Pedro Berro, don Pedro Real de Asua, don Juan Zelaya, don José Irigoyen, don Juan Fernandez Molina, don José Matías Gutierrez, y al Ayudante don Ramon José Díaz.

De Subteniente.—A los Subtenientes don Juan Tomás Fernandez, don Ruperto Albarellos, don Miguel Elordi, don Tomás Echechipia, y á los abanderados don Juan Romero y don Ventura Benitez.

De Teniente.—A los segundos Tenientes don Juan Zapiola, don Pedro Pividal y don Lorenzo Díaz.

## Asonada de Álzaga
Durante el intento de destituir al virrey Liniers ocurrido el 1 de enero de 1809 y conocido como asonada de Álzaga, el tercio estuvo entre las unidades que se opusieron al virrey, por lo que al ser dominada la rebelión el Tercio de Vizcaínos fue virtualmente disuelto y desarmado, y sus jefes arrestados. El 16 de mayo de 1809 una junta de guerra determinó que sus banderas fueran entregadas por el batallón y colocadas junto al retrato del rey en el fuerte de Buenos Aires y que los miembros del tercio dejaran de percibir sueldo con retroactividad al 1 de enero.
El nuevo virrey Baltasar Hidalgo de Cisneros dispuso el 22 de septiembre de 1809 la restitución del honor de los tercios involucrados en el movimiento del 1 de enero, amnistiando a los detenidos, pero no permitió su reconstitución al ser destinados a la reserva como parte de los batallones del Comercio.

4.° Los Cuerpos vizcaynos, catalanes y gallegos que en unión con los demás voluntarios de esta ciudad han hecho los más notables servicios a la Patria no han desmentido la elevada idea a que se han hecho acreedores por solo una parte muy corta de ellos que se separaron de sus deberes en aquella conmoción, y por lo tanto se les entregará por el sargento mayor de la plaza de las banderas y armas de que fueron despojados. Pero no debiendo subsistir estos cuerpos bajo sus antiguas denominaciones según el nuevo plan de fuerza armada que acaba de publicarse integrarán los batallones del Comercio, encargándose su arreglo al general comisionado como está prevenido.